# David I. (Schottland)

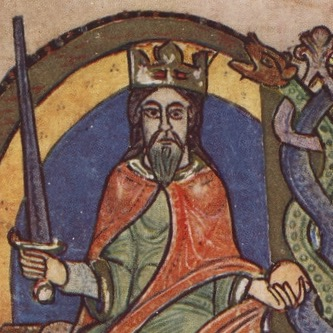
David I. von Schottland

David I. (Dabíd mac Maíl Choluim, * 1080; † 24. Mai 1153 in Carlisle) war von 1124 bis zu seinem Tod König von Schottland.

## Geschichte
David wurde als sechster Sohn von König Malcolm III. von Schottland (Haus Dunkeld) aus dessen zweiter Ehe mit Margareta, die später heiliggesprochen wurde, geboren.
Nachdem Davids Bruder König Edgar im Jahr 1107 kinderlos gestorben war, wurde das schottische Königreich gemäß dessen letztem Willen geteilt. Alexander I., Davids älterer Bruder, herrschte als König über den Teil nördlich von Clyde und Forth. David erhielt den Titel eines Earls und herrschte über den südlichen Teil. Nachdem Alexander am 23. April 1124 verstorben war, folgte ihm David auf den Königsthron, wodurch die beiden Reichshälften wieder vereinigt wurden.
Im Jahr 1127 schwor er in seiner Eigenschaft als Earl von Huntingdon seiner Nichte Mathilde, der Tochter des verstorbenen Heinrich I., die Treue. Als Stephan von Blois, ein Neffe Heinrichs, sich im Jahr 1135 des englischen Throns bemächtigte, marschierte David mit seiner Armee in England ein. Stephan wiederum ließ Truppen nach Norden entsenden und zwang David zum Friedensschluss. Der Frieden hielt nicht lange, denn bereits 1138 fielen die Schotten erneut in England ein. Im Cowton Moor bei Northallerton in Yorkshire erlitten sie jedoch am 22. August in der Standartenschlacht (Battle of the Standard) eine verheerende Niederlage.
David kehrte nach Carlisle zurück und schloss erneut einen Friedensvertrag ab. Im Jahr 1141 reiste er nach London und begleitete Mathilde nach Winchester. Nachdem er dort nur knapp einer Gefangennahme hatte entgehen können, begab er sich rasch wieder nach Schottland. Von da an blieb er in seinem Königreich und beschäftigte sich mit der politischen und kirchlichen Reorganisation des Landes. Er gründete fünf Bistümer und zahlreiche Klöster (darunter auch die Melrose Abbey). In der weltlichen Politik förderte er energisch die Feudalisierung und Anglisierung des Landes.
Sein Enkel Malcolm IV. folgte ihm auf den Thron.

## Familie
Im Jahr 1113 heiratete er Maud of Huntingdon, Tochter von Waltheof II., und erhielt dadurch den Titel eines Earl of Huntingdon. Mit ihr hatte er vier Kinder:
- Malcolm, Prinz von Schottland (* nach 1113; † um 1114)
- Heinrich von Schottland (1114–1152), Earl of Huntingdon
- Claricia, Prinzessin von Schottland
- Hodierna, Prinzessin von Schottland